# Nashville, Tennessee
Nashville je glavni grad američke savezne države Tennessee i sjedište okruga Davidson. Leži na rijeci Cumberland, na sjeveru Tennesseeja. Drugi je grad po broju stanovnika u saveznoj državi, iza Memphisa.
Nashville ima 619.626 stanovnika (stanje krajem 2007.), dok područje utjecaja ima 1.521.437 stanovnika. Centar je izdavaštva, bankarstva i transporta, važno je sveučilišno središte, a širom svijeta poznat je kao glavni grad country glazbe.

## Zemljopisne odrednice
Nashville leži na rijeci Cumberland u sjeverozapadnom dijelu područja poznatog kao Nashville Basin. Grad se nalazi između 117 m nadmorske visine (rijeka Cumberland) i 354 m nadmorske visine.
Ukupna površina grada iznosi 1362,6 km², od čega je 1300,8 km² kopna i 61,8 km² vode. Nashville ima obilježja vlažne suptropske klime - vruća i sušna ljeta te hladne zime. Godišnja je količina padalina 1222 mm, s time da najviše kiše padne u zimu i proljeće. Ako padne snijeg (većinom u siječnju i veljači), ne zadržava se predugo; godišnji je prosjek visine snijega 229 mm. Proljeća i jeseni ugodni su u Nashvilleu, ali se u ta godišnja doba znaju javiti oluje, koje ponekad prerastu u tornado; takvi su slučajevi zabilježeni 1998., 2006. i 2008.
Prosječna vlažnost zraka u Nashvilleu ujutro iznosi 83%, a u popodnevnim satima 60%, što se smatra uobičajenim za ovaj dio SAD-a.
Najniža temperatura u povijesti od −27 °C zabilježena je 21. siječnja 1985., a najviša je temperatura zabilježena 28. srpnja 1952. i iznosila je 42 °C.

### Područje utjecaja
Nashville ima najveće područje utjecaja u državi Tennessee, koje se proteže na nekoliko okruga. Statističko područje Nashvillea uključuje okruge Cannon, Cheatham, Davidson, Dickson, Hickman, Macon, Robertson, Rutherford, Smith, Sumner, Trousdale, Williamson i Wilson.

## Povijest
Nashville su 1779. osnovali James Robertson, John Donelson i skupina doseljenika i nazvali ga Fort Nashborough, prema Francisu Nashu, junaku Američkog rata za neovisnost. Brzo se razvio zahvaljujući idealnoj riječnoj i, kasnije, željezničkoj povezanosti. Godine 1806. dobio je status grada i postao sjedište okruga Davidson, a 1843. i prijestolnica Tennesseeja.
Do početka Američkog građanskog rata, Nashville je postao važna luka i grad trgovačkog procvata, a samim time i važan strateški cilj u ratu. Konfederacija nije uspjela zadržati kontrolu nad gradom te je on u veljači 1862. pao u ruke Sjevernjaka, kao prva prijestolnica neke južnjačke države. Ta je činjenica pomogla Nashvilleu da se brzo oporavi nakon rata, jer nije pretrpio razaranja kao drugi južnjački gradovi. Ubrzo je povratio mjesto važnog prometnog čvorišta, a uskoro i industrijskog središta ovoga dijela SAD-a.
Grad je početkom 20. stoljeća dobio nadimak "Music City USA", čemu je najviše pogodovala najpopularnija radijska emisija u SAD-u, Grand Ole Opry. Tijekom burnih 1960-ih u gradu je jačao pokret za zaštitu građanskih prava, kao i prava Afroamerikanaca. Godine 1963. grad se ujedinio s okrugom Davidson i formirao prvi veći grad-okrug SAD-a.
Tijekom 1960-ih grad je doživio golemi porast stanovništva, a u razdoblju od 1970-ih do 2000-ih i veliki gospodarski razvoj, posebice tijekom 1990-ih za vrijeme mandata gradonačelnika Phila Bredesena, koji je kasnije postao guverner Tennesseeja. Bredesen je uz to zaslužan i za obnovu nekoliko spomenika kulture, uključujući Kuću slavnih country glazbe, javnu knjižnicu Nashvillea, sportsku dvoranu Sommet Center i stadion LP Field. Sommet Center, ranije pod nazivima Nashville Arena i Gaylord Entertainment Center, izgrađen je kao multifunkcionalna dvorana za glazbene i sportske događaje, a od 1998. u njemu svoje utakmice igra novoosnovani NHL klub Nashville Predators. LP Field, koji se prije zvao Adelphia Coliseum, dom je NFL momčadi Tennessee Titans.
Danas je Nashville jedan od najrazvijenih i najbrže rastućih američkih gradova.

## Urbanizam
Godine 1957., izgradnjom Life & Casualty Towera, prvog nebodera u Nashvilleu, započela je izgradnja nebodera u centru grada, koja je gotovo prestala nakon 1994. i AT&T zgrade. Nova se naselja i poslovni prostori šire dalje od centra, a među njima se posebno ističe The Pinnacle at Symphony Place, veliki poslovni neboder u izgradnji. U planu su ili pred realizacijom brojni projekti, kao što su nova autobusna mreža u centru grada i brojni parkovi.
Pored spomenutih Sommet Centera i LP Fielda, Nashville ima mnogo manjih ili većih koncertnih dvorana, od kojih je najznačajniji Schermerhorn Symphony Center, a budući Music City Center imat će brojne popratne sadržaje, od hotela, restorana, trgovačkih centara i dr.

## Gradska uprava
Grad Nashville i okrug Davidson spojili su se 1963. kako bi se suzbilo nekontrolirano i neplansko širenje predgrađa. Službeni je naziv nove zajednice "Metropolitanska uprava Nashvillea i okruga Davidson" (the Metropolitan Government of Nashville and Davidson County), ali je poznatija kao "Metro Nashville" ili samo "Metro". Uprava vodi računa o policiji, vatrogascima, elektroprivredi, vodovodu, komunalijama i drugim javnim službama. Ima poduprave za gradsko područje i za okrug Davidson. Metro Nashville obuhvaća i manje općine kao što su Belle Meade, Berry Hill, Forest Hills, Lakewood, Oak Hill, Goodlettsville i Ridgetop, koje imaju vlastitu policiju.
Nashvilleom upravljaju gradonačelnik, njegov zamjenik i 40-člano gradsko vijeće. Trenutačni je gradonačelnik Karl Dean iz Demokratske stranke. Gradsko vijeće je upravno tijelo Nashvillea i okruga Davidson. Pet vijećnika bira se na nivou Metro Nashvillea, dok su ostalih 35 predstavnici lokalnih izbornih jedinica. Vijeće se sastaje dvaput mjesečno.
Grad je poznat kao utvrda Demokratske stranke, koja ima veliku većinu u Vijeću. Premda su lokalni izbori nestranački, ipak su Demokrati stvarna većina. Također, u okrugu Davidson pobjedu tradicionalno odnosi predsjednički kandidat Demokrata. Godine 2008. Barack Obama je dobio 60% glasova birača.
Nashville je podijeljen na dva kongresna okruga, u kojima također pobjedu odnose pretežno Demokrati. Trenutni su kongresmeni Jim Cooper i Marsha Blackburn, oboje iz Demokratske stranke.

## Demografija

### Kretanje broja stanovnika
- 1830. = 5.566
- 1840. = 6.929
- 1850. = 10.165
- 1860. = 16.988
- 1870. = 25.865
- 1880. = 43.350
- 1890. = 76.168
- 1900. = 80.865
- 1910. = 110.364
- 1920. = 118.342
- 1930. = 153.866
- 1940. = 167.402
- 1950. = 174.307
- 1960. = 170.874
- 1970. = 448.003
- 1980. = 455.651
- 1990. = 488.374
- 2000. = 569.891
- 2007. = 613.676[12]

Prema podacima iz 2007., u području Nashville-Davidson živjelo je 65,6% bijelaca (od kojih 5,4% Hispanoamerikanaca), 28,9% Afroamerikanaca, 0,6% Indijanaca te 3,3% Azijata.
Prema službenom popisu iz 2000., u gradu je bilo 569.891 stanovnika, 237.405 kućanstava i 138.169 obitelji. Gustoća stanovništva je bila 438 stanovnika po km². Prema podacima iz 2007., šire gradsko područje imalo je 619.626 stanovnika.
Prosječni godišnji prihod po domaćinstvu bio je 39.797 USD, a po obitelji 49.317 USD. Gradski prihod po glavi stanovnika iznosio je 23.069 USD. Oko 13% populacije bilo je ispod granice siromaštva.
Nashville je popularan među imigrantima, zbog relativno niskih troškova života i velikog tržišta rada. Imigracija se utrostručila tijekom 1990-ih (sa 12.662 1990. na 39.596 2000.). U gradu žive Meksikanci, Kurdi, Vijetnamci, Laošani, Kambodžani, Arapi, Somalijci i drugi. Nashville ima najveću kurdsku zajednicu u SAD-u, s oko 11.000 ljudi. Oko 60.000 Butanaca izbjeglo je u SAD, od kojih će se dio naseliti u Nashvilleu. Tijekom iračkih izbora 2005. godine, Nashville je bio među svjetskim gradovima u kojima su Iračani mogli glasovati. Židovska zajednica stara je preko 150 godina i ima oko 6.500 pripadnika.

### Poznate osobe
- Miley Cyrus, pjevačica i glumica
- Young Buck, reper
- Ron Mercer, košarkaš
- Kathy Liebert, svjetska prvakinja u pokeru
- Bill Belichick, trener američkog nogometa, trostruki osvajač Superbowla
- Bettie Page, najpoznatija pin-up djevojka
- Kesha Sebert, pjevačica
- Natalia Dyer, glumica

Također, u Nashvilleu su živjeli i djelovali Johnny Cash, Jimi Hendrix, Faith Hill, Kris Kristofferson, Willie Nelson, Roy Orbison, Dolly Parton, Hank Williams, Al Gore, Andrew Jackson, James Knox Polk, Nicole Kidman, Oprah Winfrey, Reese Witherspoon i drugi.

## Gospodarstvo
Nashville je jedan od najvećih svjetskih centara glazbenog izdavaštva (drugi u SAD-u nakon New Yorka), posebice country glazbe, u kojem sve glavne izdavačke tvrtke imaju svoje podružnice ili čak sjedišta, posebice u dijelu grada poznatom kao Music Row. Godine 2006., u Nashvilleu je bilo oko 19.000 zaposlenih u glazbenoj industriji, a ista je donosila 6,4 milijarde USD godišnje.
Premda je grad poznatiji po glazbenoj industriji i turizmu, glavna je gospodarska grana zdravstvo. Tu je smješteno preko 250 tvrtki povezanih sa zdravstvom, uključujući i Hospital Corporation of America, najvećeg svjetskog nevladinog vlasnika bolnica. Godišnji prihod zdravstvene industrije procijenjen je na 18,3 milijarde USD godišnje, a 94.000 ljudi radi u zdravstvu.
Još je jedna značajna gospodarska grana automobilska industrija. Grad je od 2006. sjedište Nissana za SAD, zbog čega je i japanski konzulat preselio iz New Orleansa u Nashville.

## Obrazovanje

### Javne škole
Javno je školstvo u Nashvilleu pod upravom udruge Metropolitan Nashville Public Schools.

### Privatne škole
- Christ Presbyterian Academy
- David Lipscomb Campus School
- Brentwood Academy
- Davidson Academy
- Donelson Christian Academy
- Battle Ground Academy
- The Ensworth School
- Franklin Road Academy
- Father Ryan High School
- Harpeth Hall School
- Madison Academy
- Montgomery Bell Academy
- Nashville Christian School
- Pope John Paul II High School
- St. Cecilia Academy
- University School of Nashville

### Visoko školstvo
Nashville nazivaju "Atenom Juga", zbog velikog broja škola i sveučilišta u gradu i širem gradskom području. Redom, to su American Baptist College, Aquinas College, Umjetnički institut Tennesseeja, sveučilište Belmont, viša škola Draughons, sveučilište Fisk, Free Will Baptist Bible College, Gupton College, Međunarodna akademija dizajna i tehnologije, sveučilište Lipscomb, Meharry medicinska škola, pravni fakultet, Nashville Auto Diesel College, Nashville State Community College, sveučilište Strayer, sveučilište države Tennessee, sveučilište Trevecca Nazarene, sveučilište Phoenix, sveučilište Vanderbilt i Watkinsova škola umjetnosti, dizajna i filma. Tu su i sveučilište Srednjeg Tennesseeja, s najvećim brojem studenata u saveznoj državi, sveučilište Cumberland itd.

## Kultura
Dobar dio svoje kulturne baštine grad duguje studentskoj i akademskoj populaciji. Od povijesnih spomenika, tu su Fort Nashborough, rekonstrukcija izvornog naselja, kao i Fort Negley, utvrda iz vremena Građanskog rata. Partenon u Nashvilleu vjerna je replika atenskog.

### Country glazba i Grand Ole Opry
Kako je Nashville najpoznatiji po country glazbi, većina se turističkih tura zasniva na toj činjenici te razgledavanja uključuju Muzej i Kuću slavnih country glazbe, kazalište Belcourt i Rymanov auditorij. Iz njega se do 1974. emitirala najdugovječnija američka radijska emisija, Grand Ole Opry, nakon čega je dobila vlastitu zgradu - Grand Ole Opry House, oko 15 km istočno od centra. Jednom godišnje veliki broj posjetitelja privuče CMA glazbeni festival, ranije poznat kao Fan Fair. Pored ovoga, grad ima veliki broj lokala s country, bluegrass i drugom western glazbom.

### Kršćanska pop glazba
Kršćanska pop i rock glazbena industrija se većinom nalazi u četvrti Music Row, kao i o obližnjem okrugu Williamson.

### Jazz
Premda se Nashville ne može svrstati u najpoznatije američke jazz gradove, u gradu postoji tradicija koja datira iz 1920-ih, a neki su od najznačajnijih sastava bili The Nashville Jazz Machine, Nashville Jazz Orchestra, The Establishment, The Francis Craig Orchestra i drugi.

### Američki građanski rat
Povijest Američkog građanskog rata važan je izvor turističkog prihoda grada. Rekonstrukcije bitke za Nashville redovito se održavaju, a nekoliko je starih južnjačkih plantaža pretvoreno u muzeje.

### Umjetnička događanja
Tennessee Performing Arts Center je najveća pozornica grada. Dom je kazališta Tennessee Repertory, dječjeg kazališta, opere i baleta. U rujnu 2006. otvoren je Schermerhorn Symphony Center, koji udomljava simfonijski orkestar Nashvillea.

### Muzeji
Značajni muzeji i galerije grada su Fristov centar za vizualnu umjetnost, smješten u bivšoj zgradi pošte, botanički vrt i muzej umjetnosti Cheekwood, Muzej države Tennessee, galerije slikara Van Vechtena i Aarona Douglasa na sveučilištu Fisk i druge.

### Značajni događaji
- Gospel Music Association Dove Awards (nagrade za gospel glazbu) održavaju se svakog travnja, svaki put na različitoj lokaciji, kao što su Grand Ole Opry i Rymanov auditorij. Manifestacija traje čitav tjedan i kulminira samom dodjelom.
- Filmski festival nezavisnog filma se također održava u travnju i jedan je od najvećih u SAD-u.
- Poznati CMA country festival traje četiri dana u lipnju i privlači na tisuće posjetitelja.
- Sajam države Tennessee održava se u rujnu na lokaciji State Fairgrounds. Traje devet dana i sadrži klasične western zabave kao što su jahanje, izložbe konja, rodeo i dr.
- Afrički ulični festival održava se u rujnu na sveučilištu države Tennessee.
- Nagrade Udruge country glazbe (The Country Music Association Awards) održavaju se u studenom, većinom u Grand Ole Opryju i pobuđuju veliku medijsku pozornost.
- Proslava američkog Dana neovisnosti (4. srpnja) održava se u Riverfront Parku; također, Country Music maraton privuče i do 25 tisuća trkača iz cijelog svijeta. Značajni su i Tomato Art i Australian Festival; potonji se održava u čast američko-australskog prijateljstva.

## Mediji
Najveće dnevne novine su The Tennessean, a tu su i The City Paper te portal NashvillePost.com. Od tjednika, tu su Nashville Scene, Nashville Business Journal i The Tennessee Tribune.
Svjetski poznata Country Music Television (CMT) ima sjedište u Nashvilleu. Također, tu su i bezbrojne radijske postaje.

## Šport

### Momčadi
- Tennessee Titans (američki nogomet - NFL)
- Nashville Predators (hokej - NHL)
- Nashville Sounds (bejzbol)
- Nashville Broncs (košarka - ABA)
- Nashville Metros (nogomet)
- Nashville Storm (američki nogomet)

### Sportska borilišta
- LP Field
- Sommet Center
- Nashville Municipal Auditorium
- Herschel Greer Stadium
- Music City Motorplex
- Ezell Park
- Vanderbilt Stadium
- Memorial Gymnasium
- Hawkins Field
- Curb Event Center
- Gentry Center
- Allen Arena

## Parkovi i rekreacija
Poduzeće Metro Board of Parks and Recreation upravlja s preko 4000 hektara zelenih površina, od kojih četvrtina otpada na kompleks parkova Warner. Na jezerima Old Hickory i Percy Priest moguć je ribolov, skijanje na vodi, jedrenje (jedriličarski klub sveučilišta Vanderbilt) i vožnja čamcima.

## Transport
Nashville se nalazi na križanju triju autocesta: Interstate 40, Interstate 24 i Interstate 65, koji su južno od centra grada povezani trasom autoceste Interstate 440.
Autobusni prijevoz je pod upravom tvrtke Nashville Metropolitan Transit Authority. Tu su i međunarodna zračna luka te Music City Star željeznica.

## Gradovi prijatelji
Nashville ima ugovore o partnerstvu sa sljedećim gradovima:
- Belfast, Sjeverna Irska, Ujedinjeno Kraljevstvo
- Caen, Francuska
- Edmonton, Kanada
- Magdeburg, Njemačka
- Mendoza, Argentina
- Taiyuan, Kina

## Vanjske poveznice
- Službena stranica (engl.)
- Turistička zajednica Nashvillea (engl.)
- Povijest Nashvillea  Arhivirana inačica izvorne stranice od 15. lipnja 2015. (Wayback Machine) (engl.)
- Grand Ole Opry (engl.)